# Crème anglaise

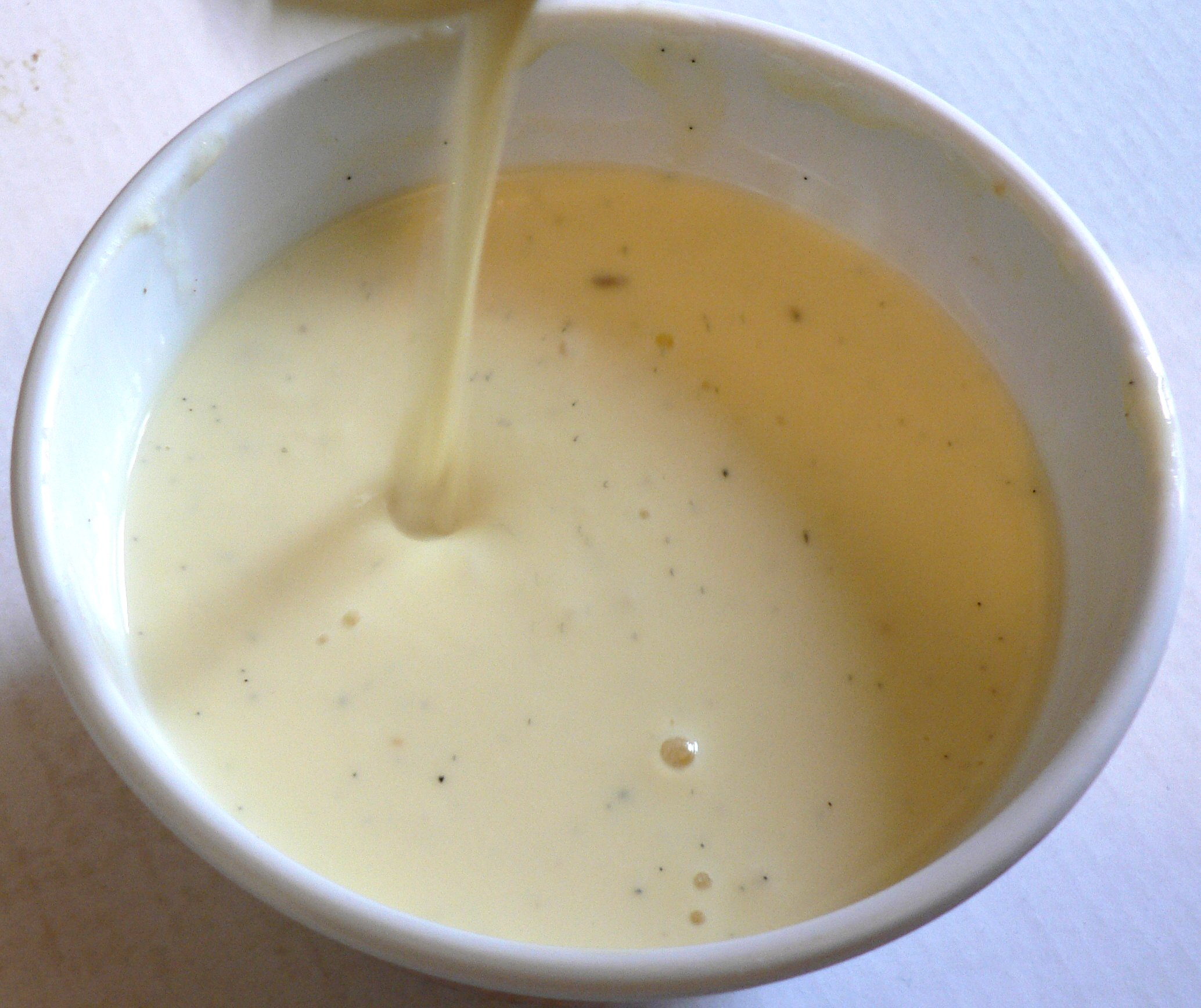
Crème anglaise met vanille

Crème anglaise is een dunne crème op basis van eigeel, suiker, melk en room, meestal op smaak gebracht met vanille. De crème wordt gebruikt in nagerechten als île flottante en crème brûlée.

## Oorsprong
De crème anglaise is waarschijnlijk ontstaan in de 17e eeuw in Frankrijk, en was een populaire saus onder de Franse en Britse elite. De ''anglaise'' verwijst naar Engeland, waar custards en sauzen op basis van ei, room en suiker al lange tijd populair waren.

## Bereidingswijze en techniek
Crème anglaise wordt bereid door eidooiers en suiker te mengen, waarna warme melk (soms gemengd met room) langzaam wordt toegevoegd om de eieren te tempereren. Het mengsel wordt vervolgens voorzichtig verwarmd tot het dik genoeg is om de achterkant van een lepel te bedekken, wat meestal rond 82–85°C is. Het is belangrijk om het mengsel niet te heet te laten worden om te voorkomen dat de eieren gaan stollen. Dit gebeurt vaak via een techniek genaamd au bain-marie.